# Leôncio de Oliveira Cunha
Leôncio de Oliveira Cunha (Ituiutaba, 11 de outubro de 1910 — Curitiba, 10 de janeiro de 1996) foi um empresário e engenheiro civil e político brasileiro. Foi fundador dos municípios paranaenses de Paraíso do Norte e Rondon.
Em 1943, a serviço do governo do Paraná, realizou os primeiros levantamentos topográficos da região onde hoje estão instaladas as cidades de Paraíso do Norte e Rondon.

## Rondon
Em 1945, adquiriu um gleba de terra para fins de colonização na região da atual cidade de Rondon. Criou um vilarejo e denominou de Rondon em homenagem ao militar Cândido Mariano da Silva Rondon, que foi seu comandante na época em que serviu ao Exército Brasileiro.
Em novembro de 1954, por indicação do governador do estado, foi nomeado prefeito provisório do local em meio ao processo de municipalização de Rondon, que foi finalizado com a instalação oficial do município em 3 de dezembro de 1955.

## Paraíso do Norte
Em 1949, foi um dos sócios fundadores de uma companhia colonizadora para implantar na região um pólo comercial. Sem imaginar, ajudou a fundar mais um município paranaense. Abrindo estradas e empreendendo, fundou uma empresa de táxi aéreo e uma empresa de transporte rodoviário, a Vale do Ivaí.
Em 1959 concorreu à prefeitura de Paraíso do Norte pela ARENA, sendo eleito o administrador do município (foi o segundo prefeito da cidade). Seu mandato foi de 28 de novembro de 1959 até 27 de novembro de 1963.